# Neşve Büyükbayram
Neşve Büyükbayram est une joueuse de volley-ball turque née le 1er janvier 1990 à Istanbul. Elle mesure 1,88 m et joue au poste de centrale. 

## Clubs
| Club                   | De        | À         |
| ---------------------- | --------- | --------- |
| Bahçeşehir Spor Kulübü | 2002-2003 | 2003-2004 |
| Eczacıbaşı İstanbul    | 2004-2005 | 2009-2010 |
| Yeşilyurt Istanbul     | 2010-2011 | 2010-2011 |
| Eczacıbaşı İstanbul    | 2011-2012 | 2011-2012 |
| Yeşilyurt İstanbul     | 2012-2013 | 2012-2013 |
| Halkbank Ankara        | 2013-2014 | 2015-2016 |
| İdmanocağı Spor Kulübü | 2016-2017 | 2016-2017 |
| Halkbank Ankara        | 2017-2018 | …         |

## Palmarès

### Équipe nationale
- Championnat du monde des moins de 18 ans
  - Finaliste : 2007.

### Clubs
- Championnat de Turquie
  - Vainqueur : 2007, 2008, 2012.
- Coupe de Turquie
  - Vainqueur : 2009, 2012.
- Supercoupe de Turquie
  - Vainqueur: 2011.

### Distinctions individuelles
- Championnat du monde de volley-ball féminin des moins de 20 ans 2009: Meilleure contreuse.